# 元宝岛
元宝岛是钓鱼岛及其附属岛屿中的一个小岛，位于北屿西南，坐标为25°46.8′N 123°32.5′E。
2012年3月3日，中华人民共和国国家海洋局、民政部公布其标准名称。 元宝岛是北屿三个较大岛之一，在三者中部西侧为飞云岛，东北侧为北屿主岛。该岛是钓鱼岛及其附属岛屿中，除了八个主岛之外面积第二大的岛屿。其面积与主岛之一的南屿相当。北屿与元宝岛之间的水道称为元宝门。